# Apamea (Media)
Apamea o Apameia (en griego, Απάμεια) fue una ciudad helenística en Media fundada por Seleuco I Nicátor, cerca de Laodicea (hoy Nahavand, Irán) y Heraclea. (Estrabón xi. p. 524 ; Estéfano de Bizancio "Laodikeia").  La ubicación exacta de Apamea se desconoce, pero estaba cerca de lo que hoy es Nahavand.
- Esta obra contiene una traducción  derivada de «Apamea (Media)» de Wikipedia en inglés, publicada por sus editores bajo la Licencia de documentación libre de GNU y la Licencia Creative Commons Atribución-CompartirIgual 4.0 Internacional.

- Datos: Q4779021